# Sucesión de Padovan

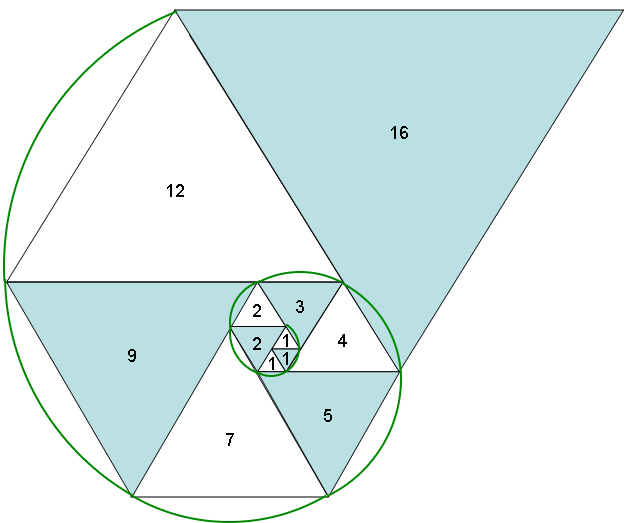
Espiral de triángulos equiláteros dónde la longitud de los lados siguen la sucesión de Padovan.

La sucesión de Padovan es la secuencia de números enteros P(n) definida por los siguientes valores iniciales
{\displaystyle P(0)=P(1)=P(2)=1,}
y la siguiente relación de recurrencia
{\displaystyle P(n)=P(n-2)+P(n-3).}
Los primeros valores de P(n) son
{\displaystyle 1,1,1,2,2,3,4,5,7,9,12,16,21,28,37,...}
La sucesión de Padovan fue nombrada por el matemático Richard Padovan, quién atribuyó su descubrimiento al arquitecto holandés Hans van der Laan. En primera instancia fue descrita por el matemático Ian Stewart en su artículo Mathematical Recreations de la revista Scientific American en junio de 1996.

## Relaciones recursivas
La sucesión de Padovan también satisface las siguientes relaciones:
{\displaystyle P(n)=P(n-1)+P(n-5)}
{\displaystyle P(n)=P(n-2)+P(n-4)+P(n-8)}
{\displaystyle P(n)=2P(n-2)-P(n-7)}
{\displaystyle P(n)=P(n-3)+P(n-4)+P(n-5)}
{\displaystyle P(n)=P(n-3)+P(n-5)+P(n-7)+P(n-8)+P(n-9)}
{\displaystyle P(n)=P(n-4)+P(n-5)+P(n-6)+P(n-7)+P(n-8)}
{\displaystyle P(n)=4P(n-5)+P(n-14).}
Existe otra sucesión llamada Secuencia de Perrin que satisface las mismas relaciones recursivas con diferentes valores iniciales. Se puede obtener a partir de la de Padovan mediante la siguiente fórmula:
{\displaystyle \mathrm {Perrin} (n)=P(n+1)+P(n-10).\,}

## Extensión para valores negativos
Las sucesión de Padovan se puede extender con valores negativos empleando la siguiente relación:
{\displaystyle P(-n)=P(-n+3)-P(-n+1).}
Esta extensión es parecida a la establecida para la Sucesión de Fibonacci con el mismo propósito:

Extendiendo P(n) a valores negativos se obtienen los siguientes valores:
{\displaystyle ...,-7,4,0,-3,4,-3,1,1,-2,2,-1,0,1,-1,1,0,0,1,0,1,1,1,...}

## Suma de términos
La suma de los n primeros términos de la sucesión de Padovan es la misma que para la {\displaystyle P(n+5)}, es decir:
{\displaystyle \sum _{m=0}^{n}P(m)=P(n+5)-2.}
La suma de términos alternativos, de términos separados en tres posiciones (uno de cada tres), o incluso cinco posiciones (uno de cada cinco), también tienen relaciones como las que siguen:
{\displaystyle \sum _{m=0}^{n}P(2m)=P(2n+3)-1}
{\displaystyle \sum _{m=0}^{n}P(2m+1)=P(2n+4)-1}
{\displaystyle \sum _{m=0}^{n}P(3m)=P(3n+2)}
{\displaystyle \sum _{m=0}^{n}P(3m+1)=P(3n+3)-1}
{\displaystyle \sum _{m=0}^{n}P(3m+2)=P(3n+4)-1}
{\displaystyle \sum _{m=0}^{n}P(5m)=P(5n+1).}
La suma de productos de términos de la sucesión de Padovan satisfacen las siguientes identidades:
{\displaystyle \sum _{m=0}^{n}P(m)^{2}=P(n+2)^{2}-P(n-1)^{2}-P(n-3)^{2}}
{\displaystyle \sum _{m=0}^{n}P(m)^{2}P(m+1)=P(n)P(n+1)P(n+2)}
{\displaystyle \sum _{m=0}^{n}P(m)P(m+2)=P(n+2)P(n+3)-1.}

## Otras identidades
La sucesión de Padovan también satisface la siguiente identidad:
{\displaystyle P(n)^{2}-P(n+1)P(n-1)=P(-n-7).\,}
Se puede relacionar con la suma de los coeficientes coeficientes binomiales como sigue:
{\displaystyle \sum _{2m+n=k}{m \choose n}=P(k-2).}
Por ejemplo, para {\displaystyle k=12}, los valores {\displaystyle (m,n)} con {\displaystyle 2m+n=12} que nos dan un coeficiente binomial distinto de cero son {\displaystyle (6,0)}, {\displaystyle (5,2)} y {\displaystyle (4,4)}, cumpliendo:
{\displaystyle {6 \choose 0}+{5 \choose 2}+{4 \choose 4}=1+10+1=12=P(10).\,}

## La fórmula de Binet
La sucesión de Padovan puede expresarse en términos de las potencias de las raíces de la ecuación
{\displaystyle x^{3}-x-1=0.\,}
Esta ecuación tiene tres raíces; una raíz real {\displaystyle p} conocida como el número plástico y dos raíces complejas conjugadas {\displaystyle q} y {\displaystyle r}. Con estas tres raíces podemos relacionarla con la sucesión de Fibonacci mediante la fórmula:
{\displaystyle P\left(n\right)={\frac {p^{n}}{\left(3p^{2}-1\right)}}+{\frac {q^{n}}{\left(3q^{2}-1\right)}}+{\frac {r^{n}}{\left(3r^{2}-1\right)}}.}
El módulo de las raíces {\displaystyle q} y {\displaystyle r} es menor que la unidad, por lo que si la elevamos a {\displaystyle n} cuando tiende a infinito, la potencia tiende a cero, y se llega a la siguiente expresión
{\displaystyle P\left(n\right)\approx {\frac {p^{n}}{\left(3p^{2}-1\right)}}={\frac {p^{n}}{s}}\approx {\frac {p^{n}}{4,264632...}}.}
siendo {\displaystyle s} la única raíz perteneciente a la recta real de {\displaystyle s^{3}-3s^{2}-23=0}. Esta fórmula se puede utilizar para calcular rápidamente valores de la sucesión de Padovan para valores grandes de {\displaystyle n}. La relación entre términos sucesivos tiende a {\displaystyle p}, número plástico, que tiene un valor aproximado a 1.324718. También cumple con esta función en la sucesión de Perrin como o hace el número áureo en la sucesión de Fibonacci.

## Expresión matricial
Los términos de la sucesión de Padovan pueden determinarse mediante la siguiente igualdad matricial:
{\displaystyle {\begin{pmatrix}0&1&0\\0&0&1\\1&1&0\end{pmatrix}}^{(n+4)}={\begin{pmatrix}P(n)&P(n+2)&P(n+1)\\P(n+1)&P(n+3)&P(n+2)\\P(n+2)&P(n+4)&P(n+3)\end{pmatrix}}.}

## Interpretaciones combinatorias
- {\displaystyle P(n)} son el número de maneras de escribir {\displaystyle n+2} como una suma ordenada en la que cada término es o bien 2 o 3 (dicho de otro modo, el número de composición de {\displaystyle n+2} en la que cada término es 2 o 3). Por ejemplos, {\displaystyle P(6)=4}, y hay 4 maneras de escribir 8 como una suma ordenada de 2s y 3s:

{\displaystyle 2+2+2+2;2+3+3;3+2+3;3+3+2}
- El número de maneras de escribir {\displaystyle n} como una suma ordenada en la que ningún término es 2 es {\displaystyle P(2n-2)}. Por ejemplo, {\displaystyle P(6)=4}, y hay 4 maneras de escribir 4 como una suma ordenada en la que ningún término es 2:

{\displaystyle 4;1+3;3+1;1+1+1+1}
- El número de maneras de escribir {\displaystyle n} como una suma ordenada palindrómica en la que ningún término es 2 es {\displaystyle P(n)}. Por ejemplo, {\displaystyle P(6)=4}, y hay 4 maneras de escribir 6 como una suma ordenada palindrómica en la que ningún término es 2:

{\displaystyle 6;3+3;1+4+1;1+1+1+1+1+1}
- El número de maneras de escribir {\displaystyle n} como una suma ordenada en las que cada término es impar y mayor que 1 es igual a {\displaystyle P(n-5)}. Por ejemplo, {\displaystyle P(6)=4}, y hay 4 maneras de escribir 11 como una suma ordenada en la que cada término es impar y mayor que 1:

{\displaystyle 11;5+3+3;3+5+3;3+3+5}
- El número de maneras de escribir {\displaystyle n} como una suma ordenada en la que cada término es congruente a 2 módulo 3 es igual a {\displaystyle P(n-4)}. Por ejemplo {\displaystyle P(6)=4}, y hay 4 maneras de escribir 10 como una suma ordenada en la que cada término es congruente con 2 módulo 3:

{\displaystyle 8+2;2+8;5+5;2+2+2+2+2}

## Función generadora
La función generadora de la secuencia de Padovan es:
{\displaystyle G(P(n);x)={\frac {1+x}{1-x^{2}-x^{3}}}.}
Esta puede ser usada para probar identidades que impliquen productos de la secuencia de Padovan con términos geométricos, como:
{\displaystyle \sum _{n=0}^{\infty }{\frac {P(n)}{2^{n}}}={\frac {12}{5}}.}
{\displaystyle \sum _{n=0}^{\infty }{\frac {P(n)}{\alpha ^{n}}}={\frac {\alpha ^{2}(\alpha +1)}{\alpha ^{3}-\alpha -1}}.}

## Generalizaciones
En una manera similar a la cual se generan los números de Fibonacci mediante un conjunto de polinomios denominados los polinomios de Fibonacci, los números de la secuencia de Padovan pueden generalizarse para dar como resultado a los  polinomios de Padovan.

## Primo de Padovan
Un primo de Padovan es {\displaystyle P(n)} tal que este es número primo. Los primeros primos de Padovan son:
{\displaystyle 2,3,5,7,37,151,3329,23833,....}(sucesión A100891 en OEIS)

## Sistema-L de Padovan
Si definimos la siguiente gramática simple:
variables :   A  B  C
constantes :   none
inicio  :   A
reglas  :   (A → B), (B → C), (C → AB)
entonces este sistema de Lindenmayer o sistema-L produce la siguiente secuencia de cadenas:
n = 0 : A
n = 1 : B
n = 2 : C
n = 3 : AB
n = 4 : BC
n = 5 : CAB
n = 6 : ABBC
n = 7 : BCCAB
n = 8 : CABABBC
y si contamos la longitud de cada cadena, obtenemos la secuencia de números de Padovan:
1  1  1 2 2 3 4 5  ...
Del mismo modo, si se cuenta el número de As, Bs y Cs en cada cadena, entonces para la cadena n-ésima, se tiene {\displaystyle P(n-5)} As, {\displaystyle P(n-3)} Bs y {\displaystyle P(n-4)} Cs.  El recuento de parejas BB, AA y CC también son números de Padovan.